# Baby I'm-a Want You
"Baby I'm-a Want You" je píseň americké pop rockové hudební skupiny Bread, kterou napsal její frontman David Gates v roce 1971. Píseň vyšla na stejnojmenném albu v roce 1972.